# Wonderwall (Bring Me the Horizon)
Wonderwall è un singolo del gruppo musicale britannico Bring Me the Horizon, pubblicato il 29 gennaio 2025.

## Descrizione
Pubblicato, a sorpresa, nell'ambito della serie Spotify Singles di Spotify, si tratta di una reinterpretazione dell'omonimo brano degli Oasis. Il singolo contiene inoltre un remix di YOUtopia, brano incluso nell'album del 2024 Post Human: Nex Gen. Tutti i proventi del singolo sono stati devoluti in beneficenza alla Teenage Cancer Trust. Un video musicale del brano, diretto da Oliver Sykes, è stato pubblicato il 13 febbraio 2025.

## Tracce
1. Wonderwall – 4:00 (Noel Gallagher)
2. YOUtopia (EarthcOre Remix) – 3:40 (testo: Oliver Sykes – musica: Sykes, Lee Malia, Matthew Nicholls, Zakk Cervini, Dan Lancaster, Lonelyspeck)

## Formazione
- Oliver Sykes – voce
- Lee Malia – chitarra
- Matt Kean – basso
- Matthew Nicholls – batteria

## Classifiche
| Classifica (2025)          | Posizione massima |
| -------------------------- | ----------------- |
| Regno Unito (rock & metal) | 30                |
| Stati Uniti (hard rock)    | 11                |